# Harry Brown
Harry Brown är en brittisk action-thrillerfilm från 2009 i regi av Daniel Barber, med Michael Caine i titelrollen.

## Handling
Den pensionerade marinkårssoldaten Harry Brown (Michael Caine) lever ett ensamt liv och delar sin tid mellan sjukhuset, där hans älskade fru Kath ligger, obotligt sjuk, och schack som han spelar med sin enda vän Leonard Attwell (David Bradley) på puben, ägd av Sid Rourke (Liam Cunningham). Efter att Kath dött, talar Len om för sin sörjande vän att det lokala gänget terroriserar honom och att han har skaffat en bajonett för självförsvar. När sedan Len blir ihjälslagen i en gångtunnel, sätts Alice Frampton (Emily Mortimer) och hennes kollega in på fallet. Om fallet går till rättegång så kommer säkert gänget att hävda självförsvar, så Brown bestämmer sig för att ta lagen i egna händer. Men han är inte direkt i toppform, utan att överdriva. En av de ruskigaste rollerna spelas av Sean Harris, som spelar "Stretch".

## Rollista i urval
- Michael Caine – Harold "Harry" Brown
- Emily Mortimer – Alice Frampton
- Charlie Creed Miles – Terence "Terry" Hicock
- David Bradley – Leonard "Len" Attwell
- Ben Drew – Noel Winters
- Sean Harris – Stretch
- Jack O'Connell – Marky
- Jamie Downey – Carl
- Lee Oakes – Dean Saunders
- Joe Gilgun – Kenneth "Kenny" Soames
- Liam Cunningham – Sidney "Sid" Rourke
- Iain Glen – Superintendent Childs